# دکامرون شماره ۳ – زیباترین زنان بوکاچو

آنتونلا مورجا (وسط) در صحنه‌ای از فیلم

دکامرون شماره ۳ – زیباترین زنان بوکاچو (ایتالیایی: Decameron nº 3 - Le più belle donne del Boccaccio) که با نام آخرین دکامرون - زیباترین زنان بوکاچو (ایتالیایی: L'ultimo Decameron - Le più belle donne del Boccaccio) هم شناخته می‌شود، یک فیلم کمدی سکسی سبک ایتالیایی است که در سال ۱۹۷۲ منتشر شد.
ترانۀ «تیرین تیرون»، که برداشتی آزاد از «کارمینا بورانا» اصلی است (نه آن نسخه‌ای که کارل ارف در دهه ۱۹۳۰ تنظیم و بازاجرا کرده بود)، در تیتراژ ابتدایی و پایانی توسط گروه ایتالیایی «ئی کوجینی دی کامپانیا» اجرا شده است.

## گزیدهٔ بازیگران
- پیر پائولا بوکی (راوی)
- جانی الزنر
- آنتونلا مورجا
- انتسو روبوتی
- ببا لونچار
- مارینا مالفاتی
- فمی بنوسی
- رزیتا توروس